# メイン (戦艦)
| USS Maine BB-10 | |
| 艦歴            | |
| 発注:           | |
| 起工:           | 1899年2月15日                                                                                             |
| 進水:           | 1901年7月27日                                                                                             |
| 就役:           | 1902年12月29日                                                                                            |
| 退役:           | 1920年5月15日                                                                                             |
| その後:         | スクラップとして売却                                                                                      |
| 性能諸元        | |
| 排水量:         | 基準：12,500トン、 満載：13,500トン                                                                       |
| 全長:           | 394 ft、388 ft（水線長）                                                                                  |
| 全幅:           | 72 ft 3 in                                                                                                |
| 吃水:           | 24 ft 4 in 、26 ft （最大）                                                                               |
| 機関:           | |
| 最大速:         | 18ノット                                                                                                  |
| 航続距離:       | |
| 乗員:           | 士官、兵員561名                                                                                           |
| 兵装:           | 12インチ砲4門、6インチ砲16門 3インチ砲6門、3ポンド砲8門 1ポンド砲6門、30口径機銃3門 18インチ魚雷発射管2門 |
| 航空機:         | |
| モットー:       | |

メイン (USS Maine, BB-10) は、アメリカ海軍の戦艦。メイン級戦艦の1番艦。艦名はメイン州にちなむ。その名を持つ艦としては2隻目。

## 艦歴
メインは初代メイン (USS Maine, ACR-1) が破壊された一年後の1899年2月15日にペンシルベニア州フィラデルフィアのウィリアム・クランプ・アンド・サンズ社で起工し、1901年7月27日にメアリー・プレブル・アンダーソンによって命名、進水、1902年12月29日に初代艦長ユージーン・H・C・ロイツ大佐の指揮下就役した。
1903年から1907年までメインは西インド諸島南の大西洋岸沿いに活動し、地中海への航海も行った。1907年12月16日に大西洋艦隊の一部としてハンプトン・ローズを出航し、グレート・ホワイト・フリートに加わり世界巡航を行った。メインはアラバマ (USS Alabama, BB-8) と共にグアムとフィリピンを訪れ、スエズ運河を通過し地中海へ抜け、その後1908年10月に大西洋岸へ帰還した。
メインは大西洋艦隊第3艦隊の旗艦に任命され、続く数ヶ月にわたって大西洋岸からカリブ海で活動した。1909年8月31日にニューハンプシャー州ポーツマスで退役するが、1911年6月15日に再就役し、メインは東海岸沿いに活動した。第一次世界大戦中は機関兵、武装警備員、海軍士官候補生の訓練艦として活動した。第一次世界大戦が終了すると、メインは1918年12月26日にニューヨークでの観閲式に参加した。
メインはその後も大西洋艦隊で活動し、1920年5月15日にフィラデルフィア海軍造船所で退役した。1922年1月23日にフィラデルフィアのジョセフ・G・ヒトナーおよびウィリアム・F・カットレットにスクラップとして売却された。1923年12月17日にはワシントン海軍軍縮条約に従い武装を撤去され、その後解体廃棄された。